# Kevin Love
Kevin Wesley Love (Santa Mónica, California, 7 de septiembre de 1988) es un jugador de baloncesto estadounidense que pertenece a la plantilla de los Utah Jazz de la NBA. Con 2,03 metros de estatura, juega en la posición de ala-pívot. 
Es hijo del exjugador de la NBA Stan Love, que jugó cuatro temporadas en varios equipos.

## Trayectoria deportiva

### Inicios
A los pocos años de nacer, él y su familia se trasladaron a Lake Oswego (Oregón), donde estudió en el instituto Lake Oswego High School. Allí batió un récord con más de 50 años de vigencia, el de máxima anotación para un jugador masculino de baloncesto en el estado de Oregón, con 2628 puntos, a pesar de perderse más de media temporada sophomore a causa de una lesión. En 2005 llegaron a la final estatal, donde perdieron ante Jesuit High School por 57-53. En 2006 volvieron a llegar a la final, ganando por fin el campeonato ante South Medford, equipo que les derrotaría al año siguiente de nuevo en la final, por 58-54. En ese partido, Love consiguió 37 puntos y 15 rebotes. Fue elegido en sus cuatro años de instituto en el mejor quinteto del estado.
En un partido de su último año de high school rompió un tablero tras enterarse de que su novia lo dejó.

### Universidad

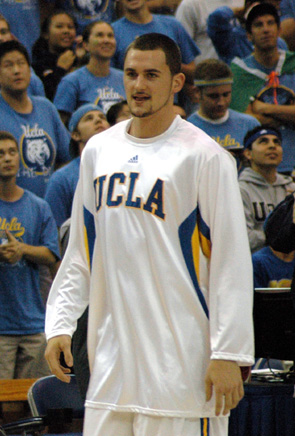
Love, en un previo de un partido con los Bruins en 2007.

En julio de 2006 Love se comprometió verbalmente para jugar con los Bruins de UCLA. Siempre había llevado el número 42 a la espalda, y recibió permiso de Walt Hazzard, en cuyo honor se había retirado dicho número en 1996, para usarlo durante su estancia en la universidad. Desde su llegada, recibió consejos regularmente tanto del antiguo entrenador de los Bruins John Wooden como del exjugador Bill Walton.
La presencia de Love en UCLA despertó la animadversión de los seguidores de la Universidad de Oregón, el alma mater de su padre, y donde se esperaba que jugara en sus años universitarios. Llegaron incluso a conseguir su número de móvil enviándole mensajes obscenos y hasta amenazas de muerte.
Tras finalizar la temporada 2007-08, fue nombrado mejor novato del año y mejor jugador de la Pacific Ten Conference, además de ser elegido en el primer equipo All-American. Ayudó a su universidad a ganar el título y la temporada regular de su conferencia, llegando a la fase final de la NCAA, cayendo en las semifinales de la Final Four ante la Universidad de Memphis, partido en el que anotó 12 puntos y puso 3 tapones.
El 17 de abril de 2008, en rueda de prensa, anunció que dejaba UCLA para entrar en el Draft de la NBA de ese año.

#### Estadísticas
| Año     | Equipo | PJ | PT | MPP  | %TC  | %3P  | %TL  | RPP  | APP | ROB | TPP | PPP  |
| ------- | ------ | -- | -- | ---- | ---- | ---- | ---- | ---- | --- | --- | --- | ---- |
| 2007–08 | UCLA   | 39 | 38 | 29.6 | .559 | .354 | .767 | 10.6 | 1.9 | .7  | 1.4 | 17.5 |

### Profesional

#### Minnesota Timberwolves (2008-2014)

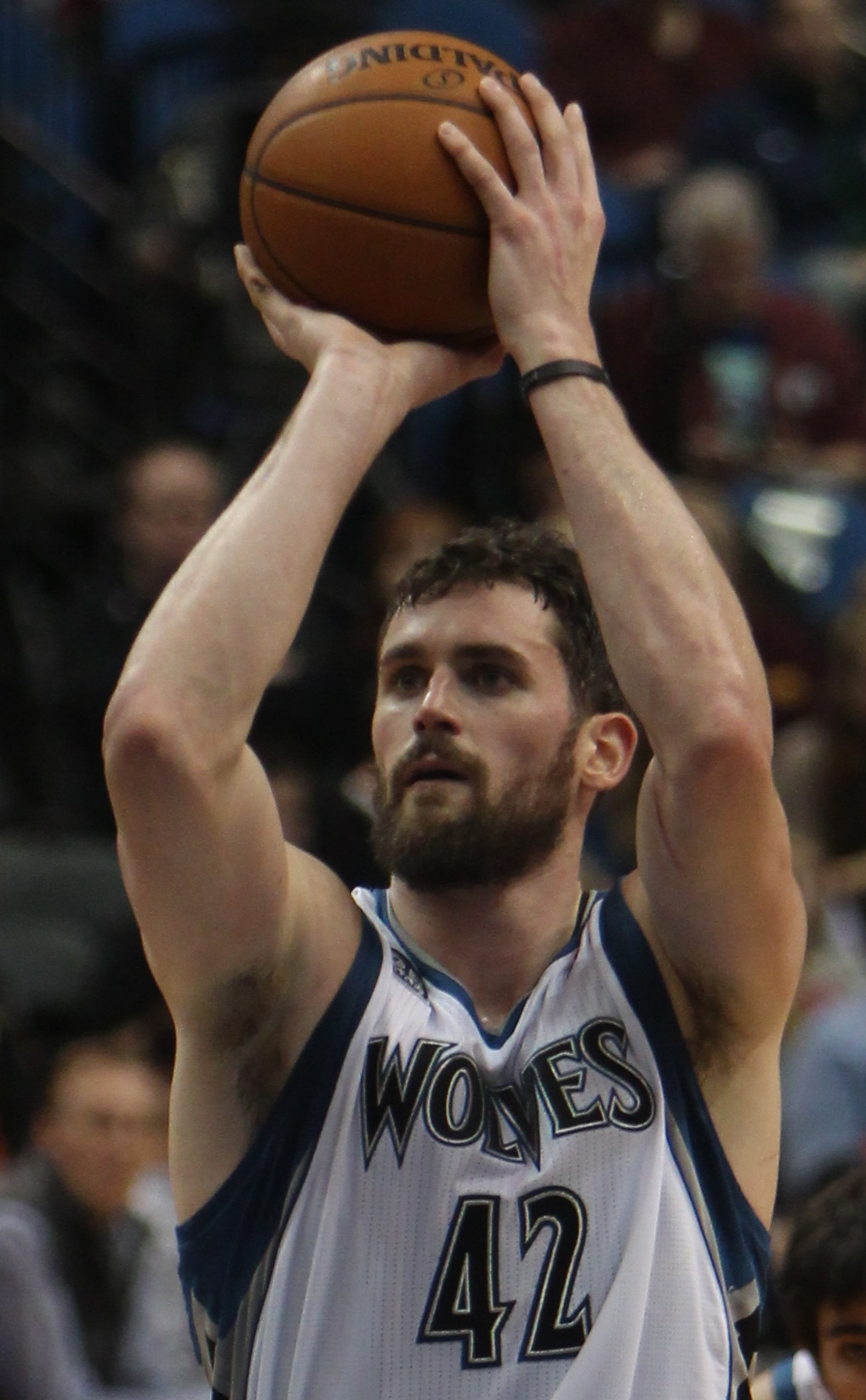
Love, con la camiseta de los Wolves en 2014.

Fue elegido en la quinta posición del Draft de la NBA de 2008 por Memphis Grizzlies, pero se vio envuelto en un múltiple traspaso que afectó a 8 jugadores, en el cual el propio Love, junto con Mike Miller, Brian Cardinal y Jason Collins se marchaban a Minnesota Timberwolves a cambio de O.J. Mayo, número tres del mismo draft, Marko Jarić, Antoine Walker y Greg Buckner. Durante la pretemporada, debutó frente a Dallas Mavericks en la NBA Summer League firmando 18 puntos y 13 rebotes, mientras que en su segundo encuentro, ante Los Angeles Lakers, anotó 18 puntos y capturó 17 rebotes.
Debutó en el NBA el 29 de octubre de 2008 ante Sacramento Kings anotando 12 puntos. El 25 de febrero de 2009, realizó su mejor partido de la temporada, con 24 puntos y 15 rebotes, ante Utah Jazz. Al mes siguiente, aportó 17 puntos y 19 rebotes contra San Antonio Spurs. Finalizó su primera campaña en la liga liderando a los rookies con 29 dobles-dobles, y siendo incluido en el segundo mejor quinteto de rookies.
En un partido en casa contra New York Knicks el 12 de noviembre de 2010, consiguió 31 puntos y 31 rebotes. Sus 31 rebotes establecieron récord de la franquicia y también la mayor cantidad para un jugador en la NBA desde que Charles Barkley cogiera 33 en 1996. El último jugador en anotar al menos 30 puntos y capturar por lo menos 30 rebotes en un solo encuentro fue Moses Malone (38 puntos y 32 rebotes) en 1982. Love se convirtió en el 19.º jugador en la historia de la NBA en tener un partido de 30-30. El 8 de marzo de 2011 contra los Utah Jazz anotó 24 puntos y capturó 12 rebotes, igualando así los 53 dobles-dobles consecutivos de Moses Malone, que es la segunda racha más larga de dobles-dobles consecutivos en la historia de la NBA. Solo le supera Elvin Hayes, que logró 55 dobles-dobles consecutivos en la temporada 1973-74. Al siguiente partido contra Golden State Warriors capturó 12 rebotes pero solo anotó 6 puntos, viendo rota su gran racha. 
En la temporada 2011-12, es convocado para participar en su segundo All-Star Game de forma consecutiva, consiguiendo 17 puntos, 7 rebotes, 3 robos y una asistencia. Además participó en el concurso de triples de 2012 ganando a Kevin Durant en la final.
Tras conseguir con la selección de los Estados Unidos el Oro Olímpico en los Juegos Olímpicos de Londres 2012, durante el Training Camp se fracturó la mano derecha durante un entrenamiento a 15 días del comienzo de la competición, las primeras noticias hablan de una baja de entre 6 y 8 semanas.
El 22 de febrero de 2014, consiguió su primer triple-doble en la NBA, con 37 puntos, 12 rebotes y 10 asistencias, en una victoria ante Utah Jazz.

#### Cleveland Cavaliers (2015-2023)
Después de seis temporada completas con los Timberwolves, Love fue traspasado a los Cleveland Cavaliers el 23 de agosto de 2014 en un acuerdo de tres equipos que también involucró a los Philadelphia 76ers. Con los Cavaliers, Love disputó cuatro Finales de la NBA entre 2014 y 2018 contra los Golden State Warriors; fue campeón en 2016.
En su octava temporada adquirió un papel más secundario, saliendo desde el banquillo. En el trascurso de su novena temporada en Cleveland, a mediados de febrero de 2023 acuerda una rescisión de contrato con la franquicia para ser agente libre.

#### Miami Heat (2023-2025)
El 20 de febrero de 2023 se hace oficial su contrato con Miami Heat para el resto de la temporada.
En julio de 2023 renueva con los Heat por una temporada.
El 30 de junio de 2024 renueva por dos temporadas y $8 millones con los Heat.
El 7 de julio de 2025, es traspasado a Utah Jazz en un intercambio entre tres equipos.

### Selección nacional
Disputó con la selección de Estados Unidos el Mundial de Turquía 2010 donde se llevaron el oro.
Luego fue integrante del Team USA que ganaron de manera invicta los Juegos Olímpicos de Londres 2012.
A pesar de estar preselecionado, él mismo se descartó para disputar el Mundial de 2014, y los Juegos de Tokio 2020.

## Estadísticas de su carrera en la NBA
|  | Denota temporadas en las que fue Campeón de la NBA |
|  | Líder de la liga                                   |

### Temporada regular
| Año      | Equipo    | PJ  | PT  | MPP  | %TC  | %3P  | %TL  | RPP  | APP | ROB | TPP | PPP  |
| -------- | --------- | --- | --- | ---- | ---- | ---- | ---- | ---- | --- | --- | --- | ---- |
| 2008-09  | Minnesota | 81  | 37  | 25.3 | .459 | .105 | .789 | 9.1  | 1.0 | .4  | .6  | 11.1 |
| 2009-10  | Minnesota | 60  | 22  | 28.6 | .450 | .330 | .815 | 11.0 | 2.3 | .7  | .4  | 14.0 |
| 2010-11  | Minnesota | 73  | 73  | 35.8 | .470 | .417 | .850 | 15.2 | 2.5 | .6  | .4  | 20.2 |
| 2011-12  | Minnesota | 55  | 55  | 39.0 | .448 | .372 | .824 | 13.3 | 2.0 | .9  | .5  | 26.0 |
| 2012-13  | Minnesota | 18  | 18  | 34.3 | .352 | .217 | .704 | 14.0 | 2.3 | .7  | .5  | 18.3 |
| 2013-14  | Minnesota | 77  | 77  | 36.3 | .457 | .376 | .821 | 12.5 | 4.4 | .8  | .5  | 26.1 |
| 2014-15  | Cleveland | 75  | 75  | 33.8 | .434 | .367 | .804 | 9.7  | 2.2 | .7  | .5  | 16.4 |
| 2015-16  | Cleveland | 77  | 77  | 31.5 | .419 | .360 | .822 | 9.9  | 2.4 | .7  | .5  | 16.0 |
| 2016-17  | Cleveland | 60  | 60  | 31.4 | .427 | .373 | .871 | 11.1 | 1.9 | .9  | .4  | 19.0 |
| 2017-18  | Cleveland | 59  | 59  | 28.0 | .458 | .415 | .880 | 9.3  | 1.7 | .7  | .4  | 17.6 |
| 2018-19  | Cleveland | 22  | 21  | 27.2 | .385 | .361 | .904 | 10.9 | 2.2 | .3  | .2  | 17.0 |
| 2019-20  | Cleveland | 56  | 56  | 31.8 | .450 | .374 | .854 | 9.8  | 3.2 | .6  | .3  | 17.6 |
| 2020-21  | Cleveland | 25  | 25  | 24.9 | .409 | .365 | .824 | 7.4  | 2.5 | .6  | .1  | 12.2 |
| 2021-22  | Cleveland | 74  | 4   | 22.5 | .430 | .392 | .838 | 7.2  | 2.2 | .4  | .2  | 13.6 |
| 2022-23  | Cleveland | 41  | 3   | 20.0 | .389 | .354 | .889 | 6.8  | 1.9 | .2  | .2  | 8.5  |
| 2022-23  | Miami     | 21  | 17  | 20.0 | .388 | .297 | .857 | 5.7  | 1.9 | .4  | .2  | 7.7  |
| 2023-24  | Miami     | 55  | 5   | 16.8 | .440 | .344 | .787 | 6.1  | 2.1 | .3  | .2  | 8.8  |
| 2024-25  | Miami     | 23  | 9   | 10.9 | .357 | .358 | .696 | 4.1  | 1.0 | .7  | .2  | 5.3  |
| Total    | Total     | 952 | 693 | 28.9 | .438 | .369 | .828 | 10.0 | 2.3 | .6  | .4  | 16.2 |
| All-Star | All-Star  | 3   | 1   | 21.0 | .500 | .364 | .286 | 6.7  | 1.3 | 1.3 | .0  | 10.7 |

### Playoffs
| Año   | Equipo    | PJ | PT | MPP  | %TC  | %3P  | %TL  | RPP  | APP | ROB | TPP | PPP  |
| ----- | --------- | -- | -- | ---- | ---- | ---- | ---- | ---- | --- | --- | --- | ---- |
| 2015  | Cleveland | 4  | 4  | 26.8 | .415 | .429 | .737 | 7.0  | 2.5 | .3  | .5  | 14.3 |
| 2016  | Cleveland | 20 | 19 | 30.6 | .385 | .414 | .840 | 8.8  | 2.1 | .5  | .4  | 14.7 |
| 2017  | Cleveland | 18 | 18 | 32.1 | .436 | .450 | .840 | 10.6 | 1.7 | 1.2 | .9  | 16.8 |
| 2018  | Cleveland | 21 | 21 | 31.4 | .392 | .340 | .922 | 10.2 | 1.6 | .7  | .4  | 14.9 |
| 2023  | Miami     | 20 | 18 | 18.0 | .378 | .375 | .875 | 5.6  | 1.2 | .5  | .4  | 6.9  |
| 2024  | Miami     | 5  | 0  | 6.4  | .444 | .250 | —    | 2.8  | .8  | .0  | .0  | 1.8  |
| Total | Total     | 88 | 80 | 26.7 | .400 | .397 | .855 | 8.3  | 1.6 | .7  | .5  | 12.6 |

## Vida personal

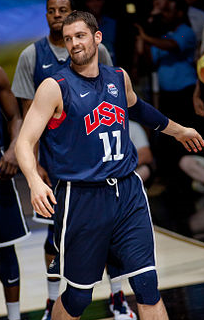
Love jugando para Estados Unidos

Kevin es hijo del exjugador de baloncesto Stan Love, quien disputase cuatro temporadas en la NBA y que fallecería el 27 de abril de 2025. Igualmente es sobrino de Mike Love, miembro del grupo musical The Beach Boys, y sobrino segundo de los otros tres componentes del grupo, los hermanos Wilson: Brian Wilson, Carl Wilson y Dennis Wilson. 
Tiene un hermano mayor, Collin, y una hermana pequeña, Emily. Por parte de madre, su tía es la triatleta Kathleen McCartney Hearst, quien ganó en 1982 la prestigiosa prueba Ironman de Hawái.
Desde 2015 fue novio de la modelo canadiense Kate Bock, hasta que se comprometieron en enero de 2021. Finalmente, se casaron el 25 de junio de 2022 en la Biblioteca Pública de Nueva York.
En 2018 reconoció que su situación familiar le llevó a padecer problemas de ansiedad, que le obligaron a abandonar un partido de competición.